# Барклеј (Мериленд)
Барклеј (енгл. Barclay) град је у америчкој савезној држави Мериленд.

## Демографија
По попису из 2010. године број становника је 120, што је 23 (-16,1%) становника мање него 2000. године.
| Група             | 2000.       | 2010.       |
| Белци             | 132 (92,3%) | 103 (85,8%) |
| Афроамериканци    | 10 (7,0%)   | 1 (0,8%)    |
| Азијати           | 0 (0,0%)    | 0 (0,0%)    |
| Хиспаноамериканци | 0 (0,0%)    | 11 (9,2%)   |
| Укупно            | 143         | 120         |